# ケネス・R・ワインシュタイン

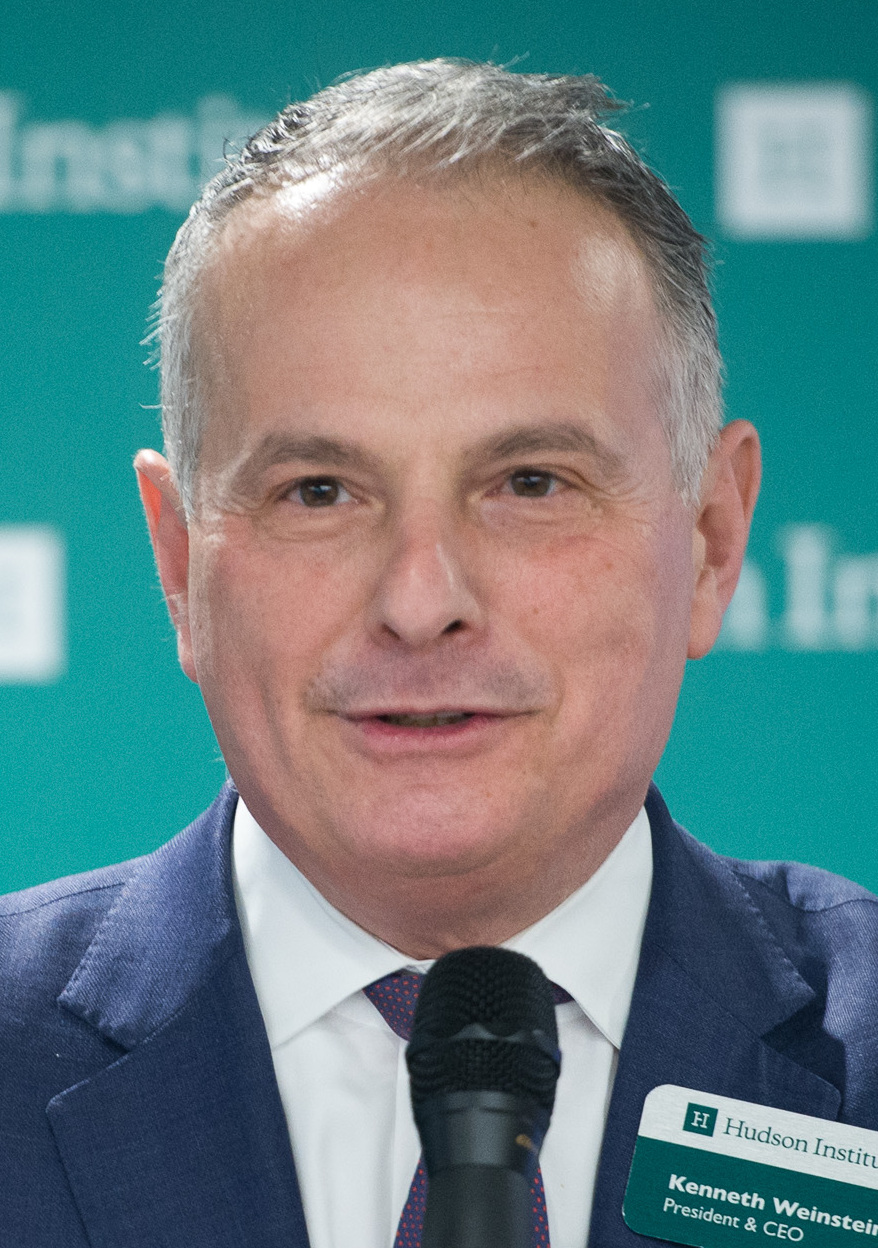
ケネス・R・ワインシュタイン

ケネス・R・ワインシュタイン（Kenneth R. Weinstein、1961年11月4日 - ）は、アメリカ合衆国の政治理論家、外交研究者。ハドソン研究所所長。

## 人物
ニューヨーク出身。スタイブザント・ハイスクールを経てハーバード大学、シカゴ大学、パリ政治学院で学び、ハーバード大学で博士号を取得した。
1991年にハドソン研究所へ研究員として入所。以後は安全保障・外交政策を専門に活動し、保守派の政治理論家として重きをなす。
2011年にハドソン研究所所長に就任。
2018年に日本国を訪問し、当時の外務大臣・河野太郎と幅広く意見交換を実施した。
2020年3月13日、アメリカ合衆国大統領ドナルド・トランプより駐日アメリカ合衆国大使に指名され、3月18日、合衆国上院に指名の承認が提出された。その後、指名承認の議案は上院外交員会に付託されたものの公聴会など必要な手続きが遅れ、8月5日にようやくオンライン形式で公聴会が開かれた。9月22日、上院外交委員会を通過したものの本会議での採決はされず、2021年1月3日に、第116議会が終了したため指名議案は廃案となった。
2020年、ハドソン研究所所長を退任。2023年、ハドソン研究所日本部長に就任。